# Kendal Manuel
Kendal Allen Manuel (nacido el 13 de septiembre de 1997 en Billings (Montana), USA) es un jugador de baloncesto estadounidense con pasaporte mozambiqueño que mide 1,93 metros y actualmente forma parte de la plantilla del Força Lleida Club Esportiu de la Liga LEB Oro. Además, es internacional con la Selección de baloncesto de Mozambique.

## Trayectoria
Kendal Manuel nació en el estado de Montana y durante su infancia vivió en Mozambique. Comenzó su carrera en la NCAA de la mano de la Universidad de Oregon State, aunque tras dos temporadas jugando para los Oregon State Beavers se cambió a la Universidad de Montana, donde disputaría las temporadas 2018-19 y 2019-20 en las filas de Montana Grizzlies donde lograría sus mejores estadísticas. En su último año, Manuel promedia 15,1 puntos por partido, 3,48 rebotes y 1,9 asistencias en los 31 encuentros que disputó en la temporada, jugando una media de 36,2 minutos por partido.
El 18 de agosto de 2020, llega a España para jugar en las filas del Oviedo Club Baloncesto de la Liga LEB Oro, durante una temporada.
El 25 de septiembre de 2020, se conoce que abandona el Oviedo Club Baloncesto por motivos personales y regresar a su país, sin debutar con el conjunto ovetense en partido oficial.
El 26 de enero de 2021, firma por el Força Lleida Club Esportiu de la Liga LEB Oro.

## Internacional
En 2017 participó con la Selección de baloncesto de Mozambique para las Ventanas FIBA de África de clasificación para el Mundobasket 2019, en la que Manuel logró 21,7 puntos por partido, 4 rebotes, 1,7 asistencias y 1,3 robos para 17,3 de valoración.